# ローリーホーリーオーバー サーカス
「ローリーホーリーオーバー サーカス」（Rolywholyover A Circus）は、ジョン・ケージの構想による展覧会。

## 概要
ロサンゼルス現代美術館が企画し、ケージ自身がみずからの「作品」として内容を考えた。タイトルはケージの造語で、ジェイムズ・ジョイスの小説『フィネガンズ・ウェイク』に登場する言葉である「ローリーホーリーオーバー」と「サーカス」を組み合わせたもの。ローリーホーリーオーバーは世界の変化、サーカスは多種多様な出し物がさまざまな場所で行なわれる空間を意味する。
ケージは1992年8月12日に死去し、実現は死後の1993年となった。日本では、1994年11月3日から1995年2月26日にかけて水戸芸術館現代美術ギャラリーで開催されている。水戸芸術館5周年を記念するイベントでもあった。

## 展示内容
ケージが作曲に用いたチャンス・オペレーションの手法を応用し、展示作品や展示場所が変化するという構成をとった。以下の作品や演目は、水戸芸術館での開催内容。

### サーカス・ギャラリー
ケージが愛好した作家や、ケージに共鳴した作家の作品、書簡を展示。コンピューター・プログラムによって変更を決定し、観客の前でも展示替えが行われた。
主な作家
マース・カニンガム、イサム・ノグチ、ルー・ハリソン、アーノルト・シェーンベルク、マックス・エルンスト、ジャスパー・ジョーンズ、ピート・モンドリアン、白南準、マルセル・デュシャン、ピエール・ブーレーズ、レナード・バーンスタイン、エリック・サティ、南天坊、パウル・クレー、ラ・モンテ・ヤング、マン・レイ、オノ・ヨーコ、アール・ブラウン、ヘンリー・カウエル、ロバート・ラウシェンバーグ、ヨーゼフ・ロート、ジョン・ケージ

### ジョン・ケージ・ギャラリー
ケージ自筆の楽譜や絵画を、クジ引きにより展示位置を決定して展示した。

### ミュージアム・サークル
茨城県内の美術館、博物館から偶然に選んだものを展示した。この他、ケージが考案した居間のための机、タンスなどの家具および書籍、チェス、観葉植物を配置した。
- 「ハシボソガラス剥製」水戸市立博物館
- 「はにわ」日立市郷土博物館
- 「米俵」利根町歴史民俗資料館
- 徳川圀斉「蘭花形壁掛」水府明徳会徳川博物館
- 福田蘭堂「ベトナムの女」笠間日動美術館
- 「放射線計測装置」茨城原子力センター
- 「女物着物」本場結城紬染色資料館
- 「土偶」常陸太田市郷土資料館
- 「高瀬舟1/5模型」土浦市立博物館
- 加倉井和夫「白隴」常陽藝文センター
- 「トナカイの頭骨」大洗海洋博物館
- 飯田善國「HITO」茨城県近代美術館

### オーディトリウム
平日はオーディオ・ビジュアル関連作品を乱数表で決定して演奏・上映した。週末にはライヴ・パフォーマンスを開催したが、予定や内容を事前に発表することは禁じられた。
ライヴ・パフォーマンス
- レイ・カス「マウンテン・レーク・ワークショップでのジョン・ケージのペインティング」
- ヤーノス・ネギスィー「フリーマン・エチュード I-XXXII 日本初演」
- 外林省二「SHO-BREATH」
- 西沢宥綜、小峯白想他「ケージの音を"易"により考える」
- 井上美明、上原敦郎、川村龍俊「ジョン・ケージと3つの対話」
- 「ジョン・ケージ+レジャレン・ヒラー：[HPSCHD]」
- 岩井成昭、島田永斎「養鶏所とサウンド・アーティスト」
- 足立智美、井上美明、薄井由行、村井啓哲、森本セイジ「their tiny HEARties-F.W.p.209,I.24」 - 1960年代の作品を中心に演奏
- ホセ・マセダ他「チープ・ポップ・ミュージック ケージとマセダの音楽」
- 「武道の柔らかさと即興性」 - 武道パフォーマンス
- Wolfgang Nai「Eyelid Mother」
- 小杉武久「サウンド・ストリーム」
- 藤本由紀夫「電卓と語学学習機」
- 一柳慧、高橋アキ、秋山邦晴、「オマージュ・トゥ・ジョン・ケージ」
- 野村仁作「Moon Pleiades Birds」
- 塩見允枝子企画「時の迷宮のJOHNCAGE」 - チャンス・オペレーションによるワークショップ
- ディスロケーション「COMBINE」
- 高橋悠治、三宅榛名作「鳥かごが鳥を探して旅に出た」（カフカ）
- 砂山典子「むせかえる世界」
- 「フェイスさん」
- 島袋道浩、野村誠他「路上バンドと歩行器プロジェクト etc...」
- 野村誠作、でしでしでしアンサンブル、水戸市立双葉台中学校「でしでしでし」
- 「ケージとプラントロン」
- ログズギャラリー「gasoline music & drive performance」
- ローレンス・ブッチ・モリス指揮「ブッチ・モリス・コンダクション #48 in Mito」